# Scarus arabicus
Scarus arabicus är en fiskart som först beskrevs av Franz Steindachner 1902.  Scarus arabicus ingår i släktet Scarus och familjen Scaridae. Inga underarter finns listade i Catalogue of Life.
Arten förekommer i havet vid Jemen och Oman. Den dyker till ett djup av 50 meter. Individerna lever allänt ensam. De kan vara upp till 50 cm långa eller lite större. Några exemplar blev 25 år gamla. Under parningstiden bildas monogama par. Honor lägger ägg.
Beståndet hotas när korallrev försvinner. Hela populationen är fortfarande stor. IUCN kategoriserar arten globalt som livskraftig.